# Pierścieniak białawy

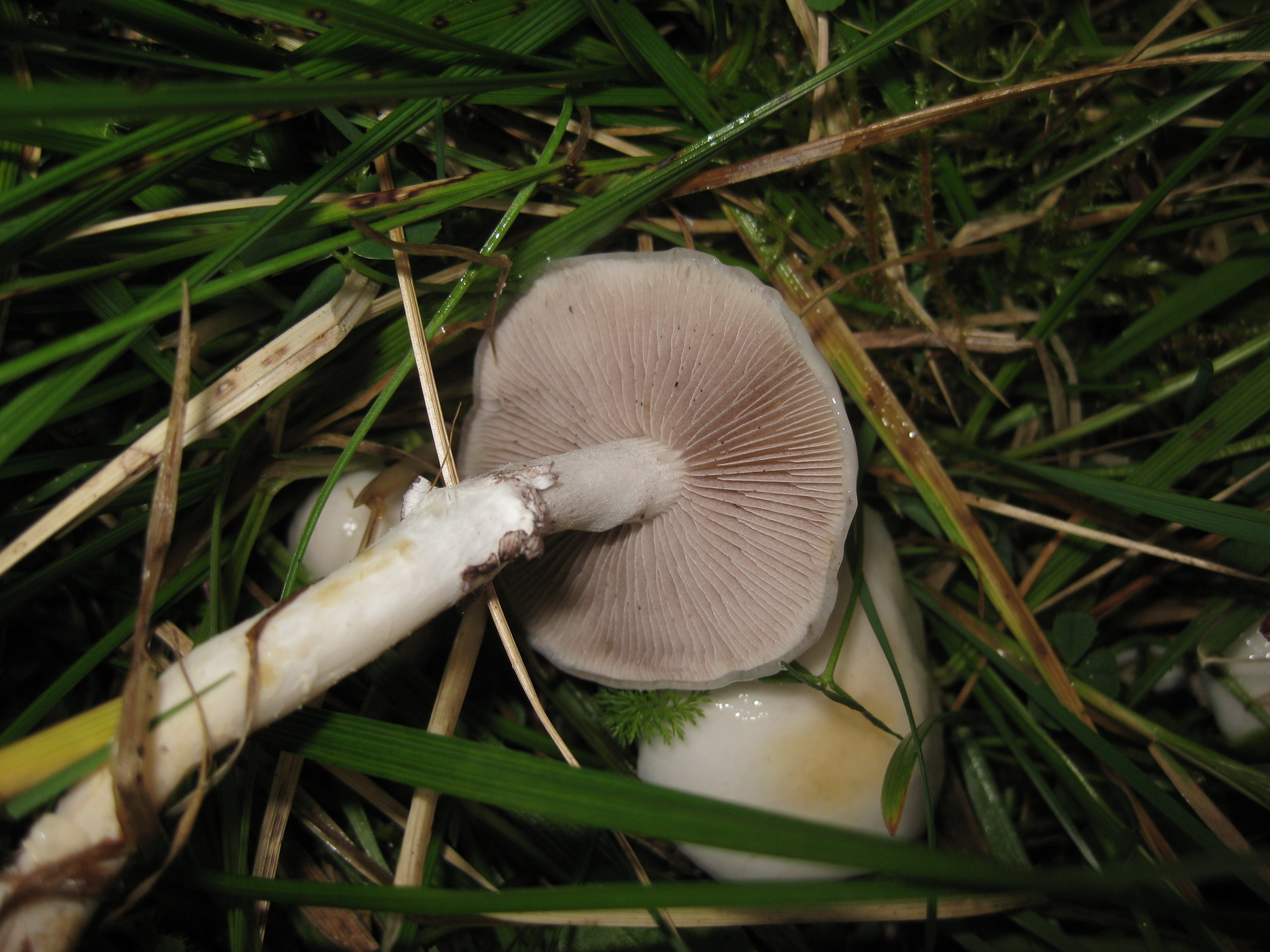

Pierścieniak białawy, łysiczka biaława (Stropharia albonitens (Fr.) Quél.) – gatunek grzybów z rodziny pierścieniakowatych (Strophariaceae). Grzyb niejadalny.

## Systematyka i nazewnictwo
Pozycja w klasyfikacji według Index Fungorum: Stropharia, Strophariaceae, Agaricales, Agaricomycetidae, Agaricomycetes, Agaricomycotina, Basidiomycota, Fungii.
Po raz pierwszy takson ten zdiagnozował w 1857 r. Elias Fries nadając mu nazwę Agaricus albonitens. Obecną, uznaną przez Index Fungorum nazwę nadał mu w 1875 r. Lucien Quélet.
Synonimy:
- Agaricus albonitens Fr. 1857
- Fungus albonitens (Fr.) Kuntze 1898
- Geophila albonitens (Fr.) Quél. 1886
- Psilocybe albonitens (Fr.) Noordel. 1995

Władysław Wojewoda w 2003 r. zaproponował dla gatunku Psilocybe albonitens polską nazwą łysiczka biaława. Jest ona niespójna z uznaną przez Index Fungorum nazwą naukową Stropharia albonitens. Spójną z tą nazwą naukową nazwę pierścieniak białawy podaje internetowy atlas grzybów.

## Morfologia
Kapelusz
Średnica 1,5–4 (6) cm, początkowo półkulisty lub dzwonkowaty, potem wypukły na koniec rozpostarty, zwykle wklęsły, cienki. Brzeg ostry, równy. Powierzchnia lepka, w stanie wilgotnym satynowa, w stanie suchym gładka, naga, początkowo czysto biała, potem cętkowana ochrowożółta, czasem z lekkim zielonkawożółtym odcieniem.
Blaszki
Przyrośnięte do płytko zbiegających, dość szerokie, brzuchate, z międzyblaszkami, początkowo białawe, potem szarawe i od zarodników liliowobrązowe do brązowofioletowych. Ostrza białe i łuszczące się.
Trzon
Wysokość 3–8 cm, grubość 2–7 mm, smukły, sztywny, kruchy, początkowo pełny, potem pusty. Powierzchnia nad pierścieniem biaława i gładka, pod pierścieniem biaława do żółtawej, pokryta drobnymi jasnożółtymi lub ochrowymi włókienkami i łuseczkami. Brak ryzomorfów.
Miąższ
Cienki, białawy, bez zapach, u o smaku niewyraźnym, lekko słodkawym.
Cechy mikroskopowe
Podstawki cylindryczne z 4 sterygmami, 20–25 × 5,5–6,5 µm. Zarodniki elipsoidalne do migdałkowatych, 5,5–7,0 × 3,5–4,0 µm, gładkie, grubościenne z małymi porami zarodkowymi, szarobrązowe, 7–9 × 4–5 µm. Cheilocystydy typu leptocystydy (22) 30–55 × 8–15 (17) µm, chryzocystyd brak. Pleurocystydy nieliczne, chryzocystydowe, wrzecionowato brzuchate do maczugowatych, w KOH żółte, 35–50 × 9–15 µm. Skórka kapelusza typu ixocutis, utworzona z równoległych, cienkich, żelatynizowanych, szklistych strzępek o średnicy 2–4 µm.

## Występowanie i siedlisko
Pierścieniak białawy występuje w Ameryce Północnej i Europie. W zestawieniu wielkoowocnikowych grzybów podstawkowych Polski W. Wojewoda w 2003 r. przytacza 6 stanowisk i umieszcza go na czerwonej liście gatunków zagrożonych w kategorii I (gatunek o nieokreślonym zagrożeniu). Bardziej aktualne stanowiska podaje internetowy atlas grzybów. Znajduje się na Czerwonej liście roślin i grzybów Polski. Ma status V – gatunek narażony na wymarcie, którego przeżycie jest mało prawdopodobne, jeśli nadal będą utrzymywać się czynniki zagrożenia.
Grzyb saprotroficzny. Rośnie w trawach w lasach nadrzecznych w towarzystwie olszy, także w trawach i mchach na pastwiskach i łąkach. Owocniki pojawiają się zwykle od lipca do października.